# Jens Jeremies
Jens Jeremies (5 de março de 1974) é um ex-futebolista alemão, que atuava como meio-campista. 

## Carreira

### Clubes
Jeremies nasceu em Görlitz, Alemanha Oriental. Iniciou sua carreira em 1980 jogando como juvenil pelo clube local o Motor Görlitz. Em 1986 transferiu-se para o Dynamo Dresden e em 1995 para o TSV 1860 München. Então em 1998, Jeremies assinou contrato com o maior rival da cidade o Bayern München. Todos os sucessos de clube dele vieram com o Bayern München, incluindo seis campeonatos de liga (1999–2001, 2003, 2005, 2006), 3 da Copa da Alemanha (2000, 2003, 2005, 2006) e um título da Champions League em 2001.

### Seleção Alemã
Pela seleção alemã estreou no dia 15 de Novembro de 1997 num amistoso contra a seleção sul-africana. Depois desse amistoso Jeremies jogou mais 54 jogos incluindo Copas do Mundo,onde ele atuou em 2 oportunidades (nas copa de 1998 e 2002).